# Ascomorpha saltans
Ascomorpha saltans is een raderdiertjessoort uit de familie Gastropodidae. De wetenschappelijke naam van deze soort is voor het eerst geldig gepubliceerd in 1870 door Bartsch.